# شهرستان مونتریل (داکوتای شمالی)
شهرستان مونتریل، داکوتای شمالی (به انگلیسی: Mountrail County, North Dakota) یک سکونتگاه مسکونی در ایالات متحده آمریکا است که در داکوتای شمالی واقع شده‌است.

## خصوصیات
شهرستان مونتریل ۵٬۰۲۷٫۲ کیلومترمربع مساحت دارد.